# Vamos a la playa
Vamos a la playa är en singel från 1983 av den italienska italo disco-duon Righeira, vilken släpptes som den andra singeln från duons debutalbum Righeira.

## Låtlistor och format
- Italiensk 7"-singel[1]

A. "Vamos a la playa" (Spanish Version) – 3:40
B. "Vamos a la playa" (Italian Version) – 3:40
- Italiensk 12"-singel[2]

A1. "Vamos a la playa" (Spanish Version) – 5:09
A2. "Vamos a la playa" (Italian Version) – 3:39
B. "Playa Dub" – 6:34
- Tysk 7"-singel[3]

A. "Vamos a la playa" – 3:40
B. "Playa Dub" – 3:35
- Tysk 12"-maxisingel[4]

A. "Vamos a la playa" – 5:07
B. "Playa Dub" – 7:00

## Topplistor
| Lista (1983)                       | Högsta position |
| ---------------------------------- | --------------- |
| Belgien                            | 2               |
| Finland                            | 4               |
| Italien                            | 1               |
| Irland                             | 23              |
| Nederländerna (Nederlandse Top 40) | 2               |
| Nederländerna (Single Top 100)     | 6               |
| Norge                              | 6               |
| Schweiz                            | 1               |
| Spanien                            | 6               |
| Storbritannien                     | 53              |
| Västtyskland                       | 3               |
| Österrike                          | 11              |

| Lista (1983)                       | Position |
| ---------------------------------- | -------- |
| Belgien                            | 51       |
| Nederländerna (Nederlandse Top 40) | 51       |
| Schweiz                            | 20       |
| Västtyskland                       | 29       |